# هربرت فوكس
هربرت فوكس (بالإنجليزية: Herbert Francis Fox)‏ (1 أغسطس 1858 في المملكة المتحدة - 20 يناير 1926 في المملكة المتحدة) هو لاعب كريكت بريطاني (وحمل سابقاً جنسية المملكة المتحدة لبريطانيا العظمى وأيرلندا). لعب مع نادي مقاطعة سومرست للكريكت ‏.